# 鲁莒交兵
鲁莒交兵發生於前659年—前532年，魯國攻打莒國的一系列戰爭。
鲁莒交涉开始于莒攻向之战。莒国国君娶向姜为妻，向姜在莒国不安心，而擅自回到魯國的属国向国。前721年五月，莒国以索要向姜为理由，领兵进入向国，带着向姜回国。冬季，为了调解鲁国和莒国间的不和睦，纪国大夫子帛和莒国国君莒子在密地（今山东省昌邑市东南十五里密城）结盟。前715年，以达成对纪国的友好，鲁隐公和莒国国君莒子在浮来（今山东省莒县西）结盟。。前700年，夏季，为了杞国和莒国讲和，鲁桓公和杞侯、莒子在曲池（今山东省曲阜市东北四十里）会盟。前696年，由于不妨碍农时于是冬季在向地筑城。
前667年，莒国的莒庆到鲁国来迎叔姬。前660年，庆父逃亡到莒国，季友拥立鲁僖公为国君。用财货到莒国求取庆父，莒国人把他送了回来。庆父在密地（今山东省沂水县西南、费县北）上吊死了。前659年冬季，莒国来求取财货，季友在郦地打败了莒国，俘虏了莒子的弟弟挐。是为鲁莒第一次交兵。前635年，卫国调停莒国和鲁国的关系。十二月，鲁僖公和卫成公、莒庆在洮地结盟，重温卫文公时代的旧好，同时鲁国和莒国讲和。前634年正月，鲁僖公会见莒兹丕公、甯庄子，在向地结盟。重温洮地盟会的旧好。前615年，由于合于时令，鲁国在诸地（今山东省諸城市）和郓地（今山东省沂水县北）筑城。
前605年春季，鲁宣公和齐惠公使莒国和郯国讲和，莒国不肯。鲁宣公攻打莒国，占领了向地。是为鲁莒第二次交兵。前598年，魯國公孙归父与齐国讨伐莒国。是为鲁莒第三次交兵。
前569年十月，邾国、莒国进攻鄫国，魯國臧纥救援鄫国，入侵邾国，在狐骀被击败。前565年，莒国攻打魯國东部边境，以划定鄫国土田的疆界。前563年七月，楚国的子囊、郑国的子耳进攻鲁国西部边境。莒国趁機进攻鲁国东部边境。前561年春季，莒国进攻鲁国东部边境，包围台地。季武子救援台地，就乘机入郓地，掠取了郓地的钟，改铸为鲁襄公的盘。前559年，莒国的使者和楚国有来往，晋国逮捕了莒国的公子务娄，莒国进攻鲁国东部边境，报复鲁国入郓。
前557年，晋平公和鲁襄公、宋平公、卫献公、郑简公、曹成公、莒犁比公、邾宣公、薛獻公、杞孝公、小邾穆公在湨梁会见。命令诸侯退回互相侵占的土田。由于鲁国的缘故，拘捕了邾宣公、莒犁比公，说这两国使者来往齐国、楚国之间。前553年春季，鲁国和莒国讲和。孟庄子在向地会见莒国结盟。
前542年，莒犁比公生了去疾和展舆，已经立了展舆，又废了他。犁比公暴虐，十一月，展舆攻杀莒犁比公，自立为国君。前541年，季武子进攻莒国，占据了郓地，莒国人向晋楚盟会报告。楚国認為鲁国就进攻莒国，轻视盟约，请求诛杀鲁国的使者叔孙豹。晋国赵文子坚决向楚国请求，楚国赦免了叔孙豹。 秋季，齐国的公子鉏把去疾送回莒国，展舆逃亡到吴国。莒国发生内乱，魯國叔弓率领军队划定郓地的疆界。
前538年九月，莒国发生动乱，莒著丘公（去疾）即位而不安抚鄫国，鄫国背叛投靠魯國。 前537年夏季，莒国的牟夷带了牟娄和防地、兹地逃亡魯國。莒國向晋国起诉，晋平公想要扣留魯昭公。范献子反对，七月，魯昭公从晋国回到鲁国。莒国前来攻打鲁国，但自己却不设防。七月十四日，莒軍没有摆开阵势，叔弓在蚡泉击败了莒国。 前536年夏季，为了拜谢不讨伐占取莒国土田，季武子到晋国去，晋平公设享礼招待他。前532年七月，季平子、叔弓、孟僖子进攻莒国，占领郠地。奉献俘虏，在亳社开始用人祭祀。
前530年，魯昭公到晋国去，到达黄河边就返回去了。占取郠地的那一次战役，莒国向晋国控诉，晋国正好有平公的丧事，没有能够办理，所以辞谢魯昭公。于是公子慭就到了晋国。 前529年，邾国、莒国向晋国控诉说：“鲁国经常进攻我們，我們快要灭亡了。由于鲁国，我們不能进贡财礼。”晋昭公不接见鲁昭公，鲁昭公不参加结盟。晋国人逮捕了季平子，用幕布遮住他，让狄人看守。
前519年，莒国国君庚舆残暴，准备背叛齐国。乌存率领莒国人驱逐他。庚舆就逃亡鲁国，齐国把莒郊公送回莒国即位。